# Hugo Waldenström
Hugo Axel Waldenström, född 1 oktober 1833 i Luleå, död 5 april 1901 i Askersunds stadsförsamling, Askersund, var en svensk borgmästare.
Waldenström var son till provinsialläkaren Erik Magnus Waldenström och Fredrika Sofia Bodecker. Efter studentexamen i Uppsala 1853 studerade han vid Uppsala universitet, där han avlade preliminärexamen till hovrätten 1853, kameralexamen 1854 och hovrättsexamen 1856. Han blev notarie i Svea hovrätt 1857 och vice häradshövding 1861. Waldenström var borgmästare i Askersund mellan 1871 och 1884 samt förste styrelseordförande i Askersund-Skyllbergs Järnvägsaktiebolag.
Waldenström blev riddare av Vasaorden 1884. Han var gift med Erica Krikortz. En dotter till makarna var gift med Birger Lindblad.